# Whitney (película de 2018)
Whitney es una película documental de 2018 sobre la cantante y actriz estadounidense Whitney Houston. Es dirigida por Kevin Macdonald, y producida por Simon Chinn, Jonathan Chinn y Lisa Erspamer. Whitney se exhibió fuera de competición en su premier mundial como parte del Festival de Cannes 2018 el 16 de mayo de 2018 con un estreno en cines el 6 de julio de 2018. La película también se lanzó en distribución casera, donde debutó en el número uno de la lista oficial de videos musicales del Reino Unido. En diciembre de 2018, Whitney fue nominada en los Premios Grammy de 2019 a la Mejor Película Musical.

## Música
El compositor Adam Wiltzie estuvo a cargo de la música y banda sonora de la película. Algunos ejemplos de extractos utilizados en la banda sonora de la película:
- “How Will I Know” interpretada por Houston
- “Here I Am (Take Me)“ The Sweet Inspirations
- "Chain of Fools " por Aretha Franklin
- "Walk On By" interpretada por Dionne Warwick
- "When Love Slips Away" interpretada por Dee Dee Warwick
- "Theme from The Valley of the Dolls" interpretada por Whitney Houston
- "When I First Saw You" interpretada por Cissy Houston
- "The Greatest Love of All" por Houston
- "I Am Changing" por Houston
- "I Wanna Dance with Somebody" y (Acappella) por Houston
- "Home" por Houston
- "So Emotional" por Houston
- "This Day" por Houston
- "Ain't It Funky Now" interpretada por James Brown
- "I’m Your Baby Tonight" por Houston

## Estreno
La película es una colaboración británica-estadounidense producida por Lisa Erspamer Entertainment y Lightbox, con Roadside Attractions, Miramax y Altitude Film Distribution como distribuidores. También se presentó en asociación con Altitude Film Entertainment. Whitney fue estrenada en cines en Estados Unidos, Reino Unido e Irlanda el 6 de julio de 2018, por Altitude (Reino Unido) y Roadside Attractions (Estados Unidos). Fue estrenada en Australia y Nueva Zelanda el 26 de julio de 2018.
La premier mundial de la película fue el 16 de mayo de 2018 en el Festival de Cine de Cannes. También se proyectó en los festivales de cine de Edimburgo y Sídney.

### Marketing
El teaser trailer oficial del Reino Unido e Irlanda fue lanzado por Altitude Films el 5 de abril de 2018 en YouTube con el tráiler completo publicado el 25 de mayo de 2018.

### Distribución doméstica
Fue lanzado en pantalla ancha por descarga digital el 2 de octubre y en DVD/Blu-ray el 16 de octubre de 2018. Los lanzamientos de DVD y Blu-ray incluyen comentarios de audio del director Kevin Macdonald. La película debutó en el número 1 el 4 de noviembre de 2018, permaneciendo en esa posición durante dos semanas en el UK Official Music Video Chart, basada en las ventas de DVD y otros formatos físicos.